# May-en-Multien
May-en-Multien ist eine französische Gemeinde mit 884 Einwohnern (Stand: 1. Januar 2022) im Département Seine-et-Marne in der Region Île-de-France. Sie gehört zum Arrondissement Meaux und ist Teil des Kantons La Ferté-sous-Jouarre (bis 2015: Kanton Lizy-sur-Ourcq). Die Einwohner werden Mahouyots genannt.

## Geographie
May-en-Multien liegt etwa zwölf Kilometer nordöstlich von Meaux und etwa 50 Kilometer ostnordöstlich von Paris am Ourcq, der die Gemeinde im Osten begrenzt. Parallel dazu verläuft der Canal de l’Ourcq. Hier mündet auch der Bach Gergogne in den Ourcq. Umgeben wird May-en-Multien von den Nachbargemeinden Rouvres-en-Multien im Norden, Varinfroy im Nordosten, Crouy-sur-Ourcq im Osten, Ocquerre im Südosten, Lizy-sur-Ourcq im Süden, Le Plessis-Placy im Westen und Südwesten sowie Rosoy-en-Multien im Westen und Nordwesten.

## Bevölkerungsentwicklung
| Jahr                      | 1962 | 1968 | 1975 | 1982 | 1990 | 1999 | 2006 | 2013 |
| Einwohner                 | 465  | 437  | 502  | 553  | 692  | 797  | 843  | 908  |
| Quelle: Cassini und INSEE |      |      |      |      |      |      |      |      |

## Sehenswürdigkeiten
- Kirche Notre-Dame-de-l'Assomption, Monument historique

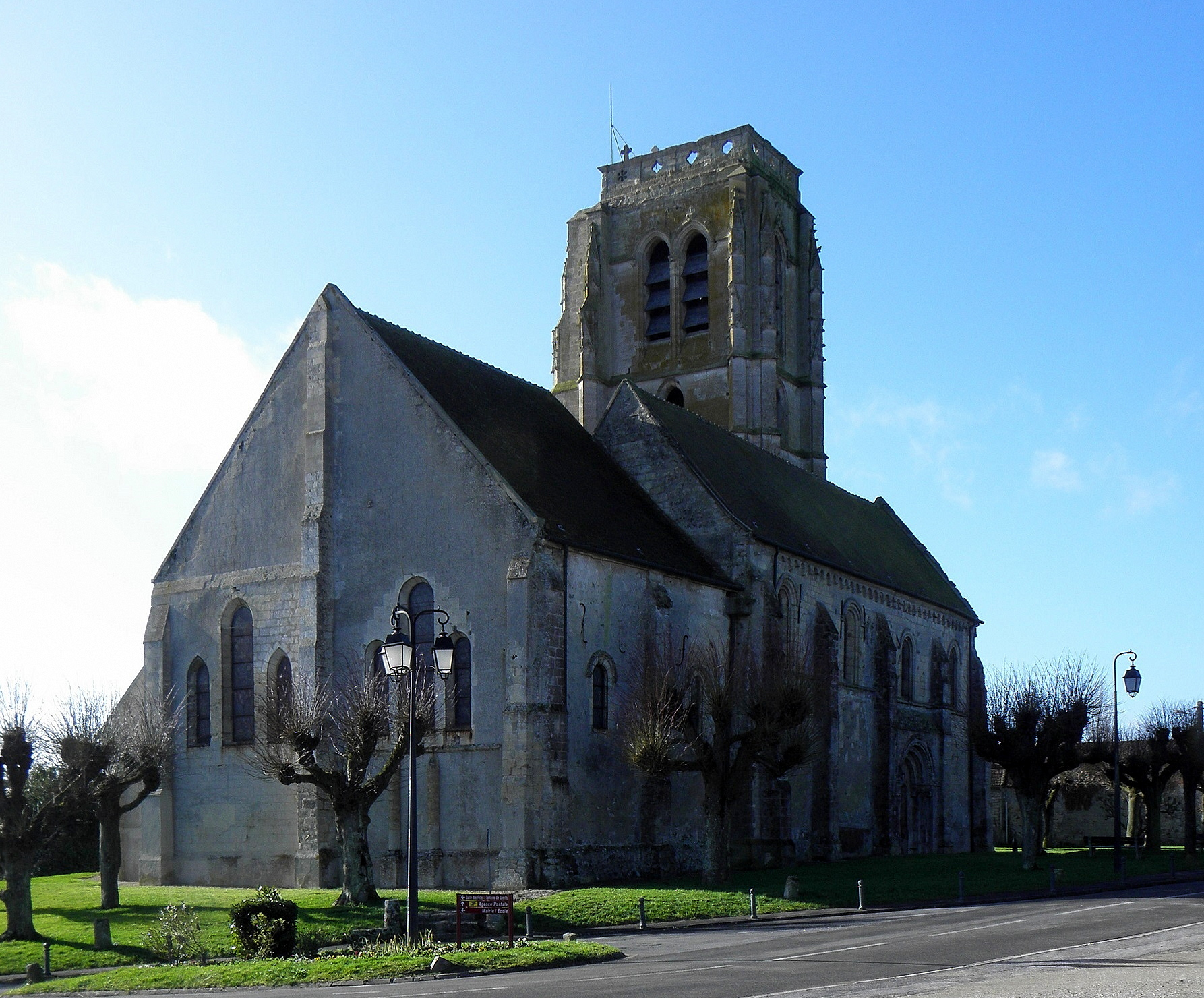
Kirche Notre-Dame-de-l'Assomption

- Schloss Gesvres-le-Duc